# بوميرانيا

مقاطعة بوميرانيا ضمن الإمبراطورية الألمانية

بُوْمِيْرَانِيَا (باللاتينية Pomerania، بالألمانية Pommern، بالبولندية Pomorze) منطقة تاريخية وجغرافية تقع في شمال بولندا وألمانيا على الساحل الجنوبي لبحر البلطيق ما بين وما بعد نهري فيستولا وأودر حتى نه رركنيتس غرباً ونهر نوتش جنوباً عاصمتها شتتن أرضها زراعية منخفضة بها آلاف البحيرات، وأرضًا زراعية في أغلب فترات تاريخها.

## التاريخ
في القرن 10 الميلادي كان يقطن إقليم بوميرانيا قبائل سلافية، وفي القرن 11 أصبحت بومرانيا دوقية وتنصرت وانتقل حكمها إلى ملوك بولندا في القرن 12 وفي 1181 شطرت إلى إمارتين:
1. الجزء الشرقي وتدخل فيه دانزج، استمر منفصلا باسم بومراليا ضمته بولندا 1295 ولكنها نزلت عنه إلى الفرسان التيوتون 1308 ثم عاد إلى بولندا 1466 وأعطي لبروسيا في تقسيمات بولندا (1772، 1793) وأصبح جزءا من ولاية برسيا الغربية حتي 1919 ثم قسمت معاهدة فرساي بومراليا فإخذت بولندا القسم الأكبر وصارت دانزج مدينة حرة، وظل الجزء البقاي لبروسيا.
2. الجزء الغربي أو بومرانيا فعلا: صار دوقية تتبع الأمبراطورية الرومانية المقدسة، واحتلها 1628 فالنشتين (بموافقة أخر دوق لها بوجسلاف 14) في حرب الثلاثين عاما قاومت سترالسوند تؤيدها الدنمارك، فأدي ذلك إلى تدخل السوي، وأعطي صلح وستفاليا 1648 غرب بومراليا (بما فيه شتتن وسترالسوند) للسويد، وضم في بومرانيا إلى براندنبورج – بروسيا التي حصلت أيضا 1720 علي الجزء الشرقي وحصلت على بومرانيا كلها 1815 وفي حين كانت بومراليا تتكلم البولندية وتعتنق الكاثوليكية كانت بومرانيا قد «تألمنت» واعتنقت البروتستانتية خصص المؤتمر بوتسدام 1945 بومرانيا ق في نهؤ الأودر (وتشمل شتتن) للحكومة البولنية في انتظار عقد معاهدة صلح مع ألمانيا ورجعت دانزج وبقية بومراليا إلى بولندا وصارت بومرانيا غرب الأودر جزءا من مكلنبورج.

## معرض صور

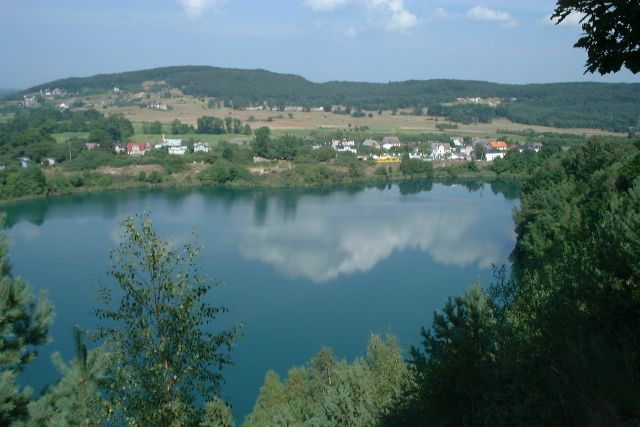
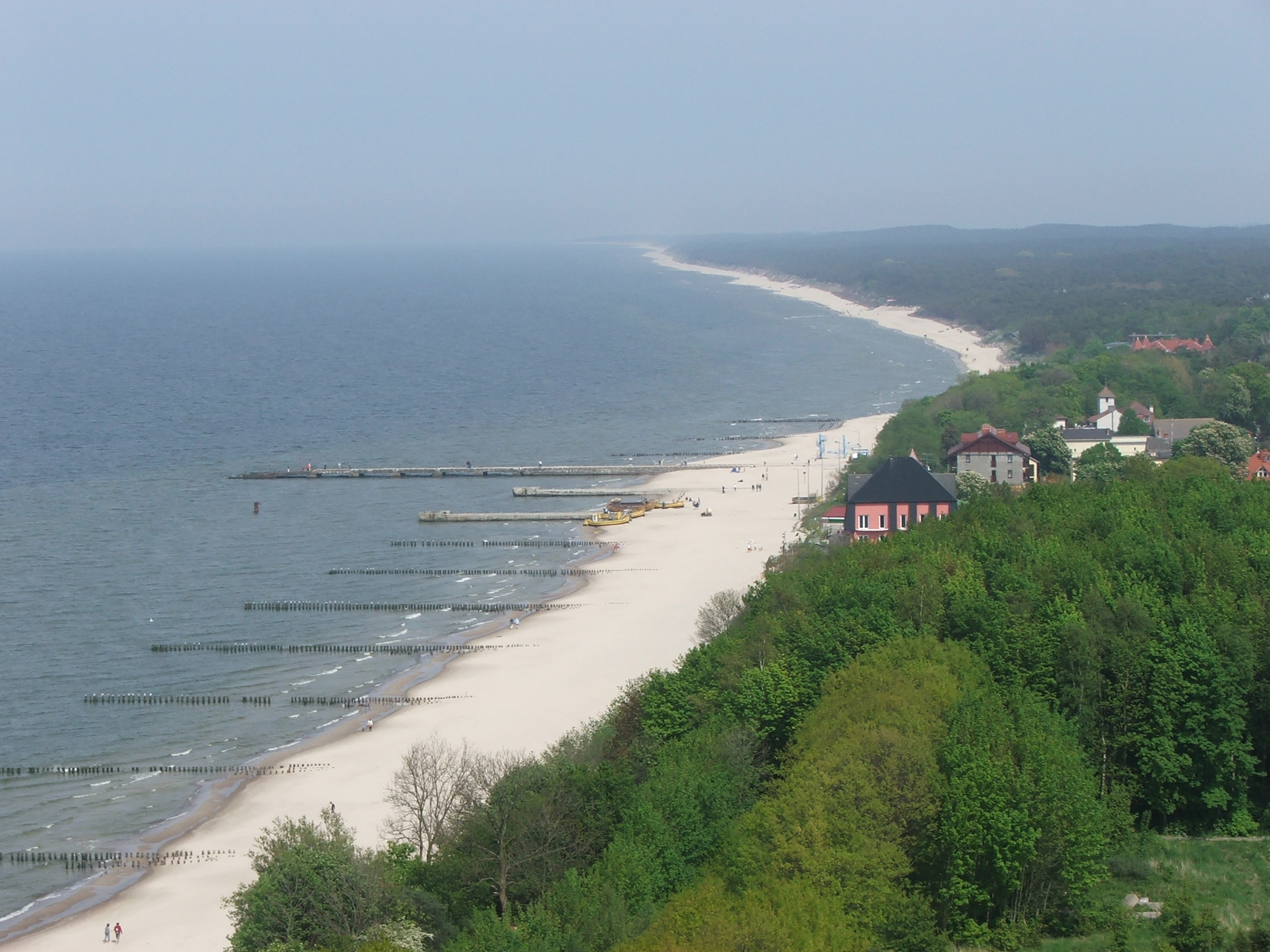
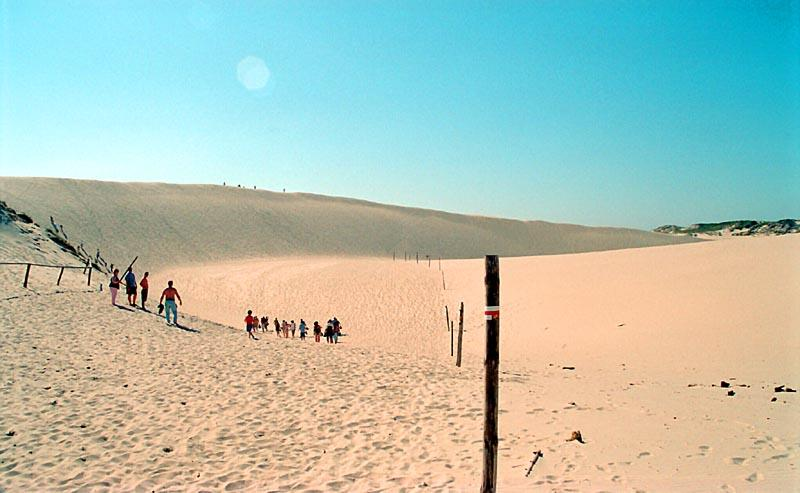
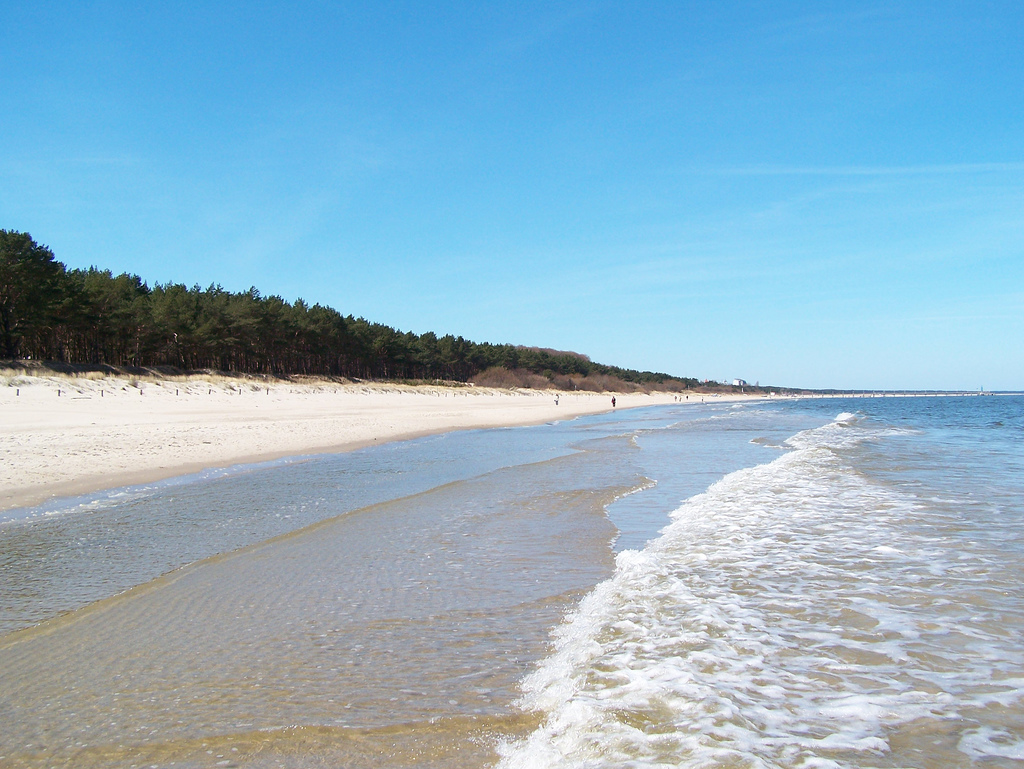
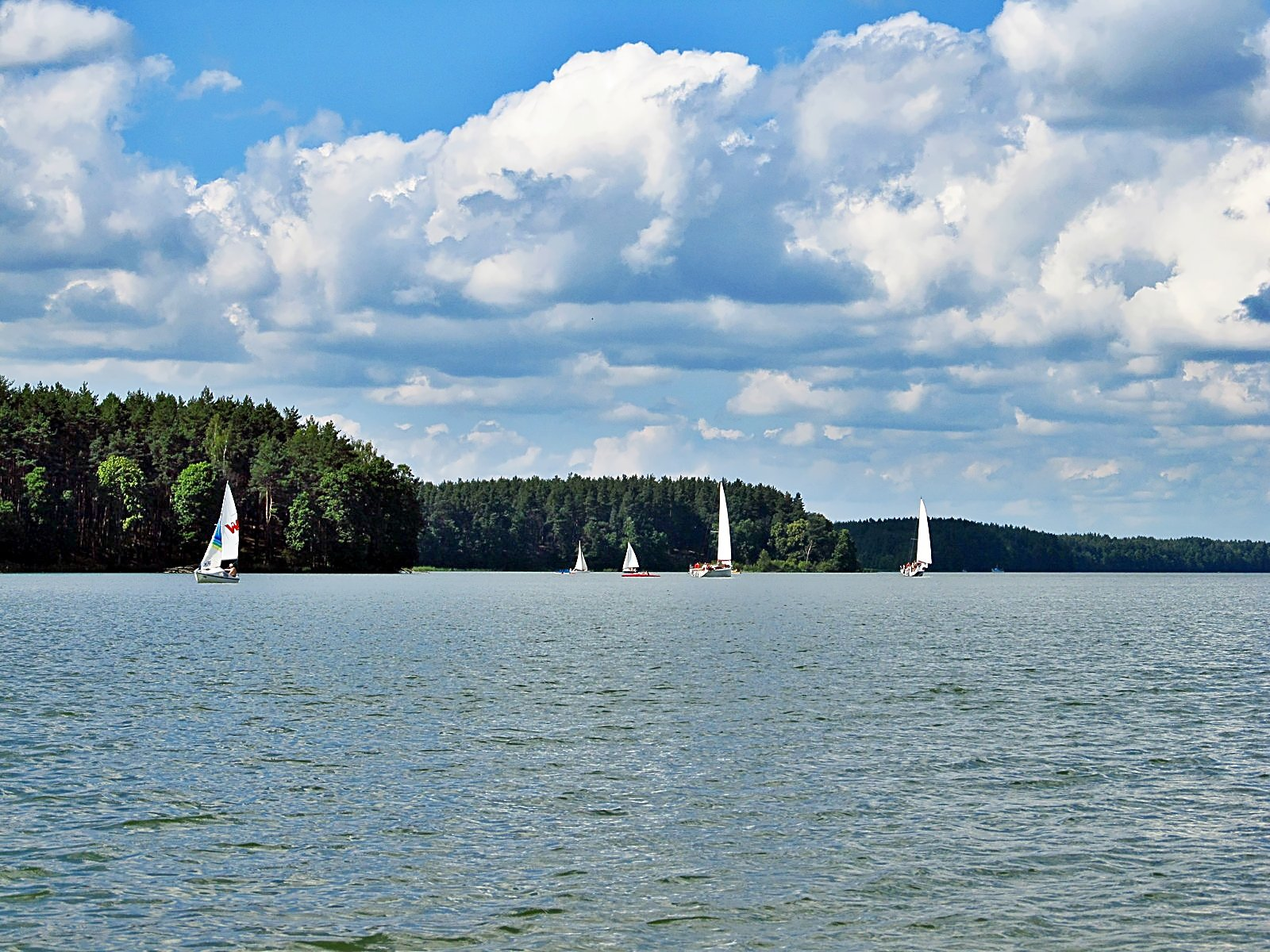
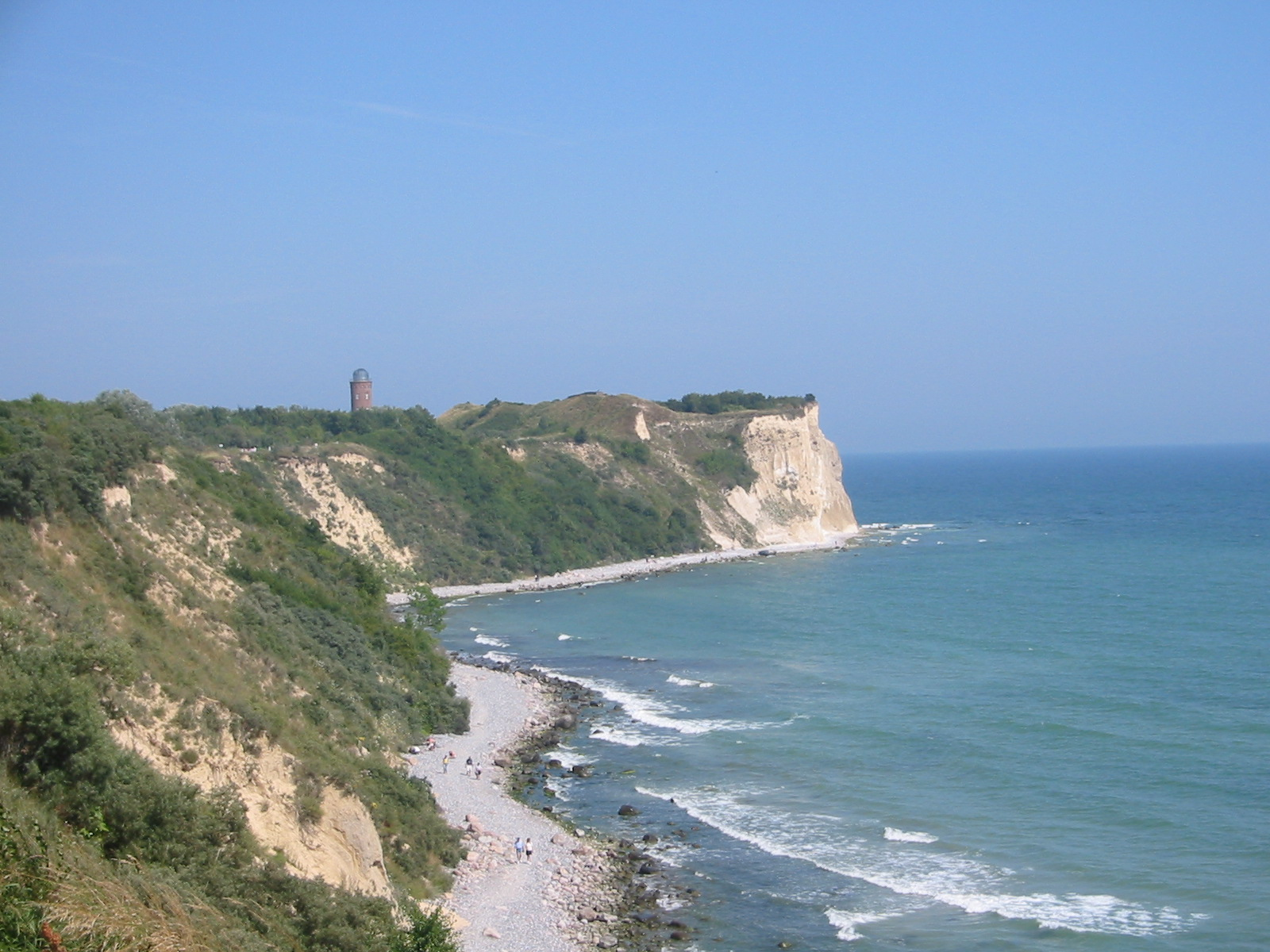

## اقرأ أيضاً
- بوميرانيون
- لغة بوميرانية